# Chung-Hoon (Schiff)
Die Chung-Hoon, auch USS Chung-Hoon (Kennung: DDG-93), ist ein Lenkwaffenzerstörer der Arleigh-Burke-Klasse (Flight IIA) der United States Navy, der seit 2004 in Dienst steht. Das Schiff ist nach dem Konteradmiral Gordon Paiʻea Chung-Hoon (1910–1979) benannt, einem Empfänger des Navy Cross.

## Geschichte

### Bau
Die Chung-Hoon wurde 1998 als Schiff der Variante Flight IIA der Arleigh-Burke-Klasse in Auftrag gegeben und Anfang 2002 bei Ingalls Shipbuilding auf Kiel gelegt. Nach einer Bauzeit von weniger als 12 Monaten wurde der Zerstörer vom Stapel gelassen.
Im September 2004 erfolgte in Pearl Harbor auf Oʻahu im Bundesstaat Hawaii die offizielle Indienststellung bei der United States Navy. Kurz zuvor wurde die Chung-Hoon von einem Schlepper beschädigt, als dieser an der vorderen Steuerbordseite des Zerstörers festmachen wollte. Seit Indienststellung führt sie das Namenspräfix „U.S.S.“, auch in der Schreibweise „USS“, das für United States Ship steht. Die Benennung nach dem verdienten Marineoffizier Gordon Paiʻea Chung-Hoon erfolgte gemäß dem Bezeichnungssystem für Schiffe der Streitkräfte der Vereinigten Staaten.
Ihr Heimathafen ist Naval Station Pearl Harbor, der seit 2010 für Verwaltungszwecke ein Teil der Joint Base Pearl Harbor-Hickam ist.
Nach der Indienststellung folgten Übungsfahrten und ab Februar 2005 eine dreimonatige Überholung.

### Einsätze

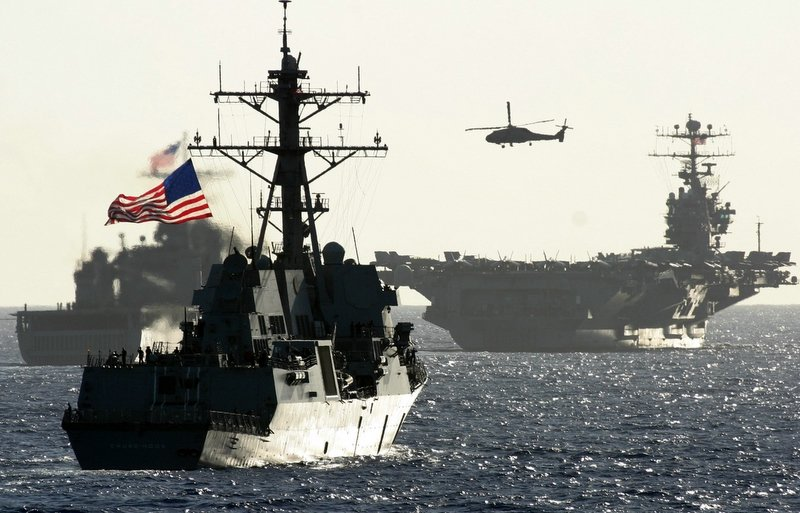
Die USS Chung-Hoon bei der Übung RIMPAC 06

Am 13. Oktober 2005 empfing die USS Chung-Hoon ca. 400 Meilen nordöstlich von Hawaii einen Notruf des unter panamaischer Flagge fahrenden Frachters C-Laurel, auf dem einem Besatzungsmitglied eine Hand bei einem Unfall abgerissen worden war. Die USS Chung-Hoon brachte den Seemann nach Honolulu, wo er operiert wurde.
Anfang 2006 verlegte die Chung-Hoon zu ihrem ersten Einsatz und nahm an der Übung RIMPAC teil. 2007 war das Schiff für siebeneinhalb Monate an der Seite der Bonhomme Richard im Persischen Golf. Auch 2008 nahm der Zerstörer am Manöver RIMPAC teil. Im Januar 2009 verlegte die Chung-Hoon mit der Kampfgruppe um die Boxer in den Westpazifik und den Persischen Golf. Während dieser Fahrt wurde die Chung-Hoon abkommandiert, um das unbewaffnete Ozeanüberwachungsschiff Impeccable zu eskortieren, nachdem dieses vor Hainan von chinesischen Kriegsschiffen bedrängt worden war. Im Juni nahm die USS Chung-Hoon dann an Übungen mit der malayischen Marine teil.
Im Juli 2010 nahm der Zerstörer an der Seite des Flugzeugträgers George Washington zusammen mit südkoreanischen Kräften an der Übung Invincible Spirit teil. Im Juni 2011 begann die Chung Hoon eine Einsatzfahrt in den westlichen Pazifik.
Am 5. Januar 2023 durchquerte die USS Chung-Hoon die Straße von Taiwan. Am 3. Juni 2023 fuhr das Schiff mit der kanadischen Fregatte Montreal erneut durch die Straße von Taiwan. Der Zerstörer Suzhou der Typ 052D-Klasse der Marine der Volksrepublik China kreuzte dabei zweimal den Kurs der Chung-Hoon; der nächste Annäherungspunkt lag bei etwa 137 Metern. Das chinesische Schiff wurde durch die Chung-Hoon aufgefordert, den Kurs zu ändern, um eine Kollision verhindern. Die Chung-Hoon reduziert darauf die Geschwindigkeit auf 10 Knoten und hielt Kurs. Chinas Verteidigungsminister Li Shangfu lehnte noch am gleichen Tag auf der Sicherheitskonferenz Shangri-La-Dialog in Singapur ein Gesprächsangebot von US-Amtskollegen Lloyd Austin über den Taiwan-Konflikt ab. Li Shangfu warnte am 4. Juni 2023 bei einer Rede auf der Sicherheitskonferenz die USA vor einer Einmischung im Streit um Taiwan. Deutschlands Verteidigungsminister Boris Pistorius forderte bei der Konferenz verstärkte Bemühungen um eine Deeskalation im Konflikt um Taiwan.

## Technik

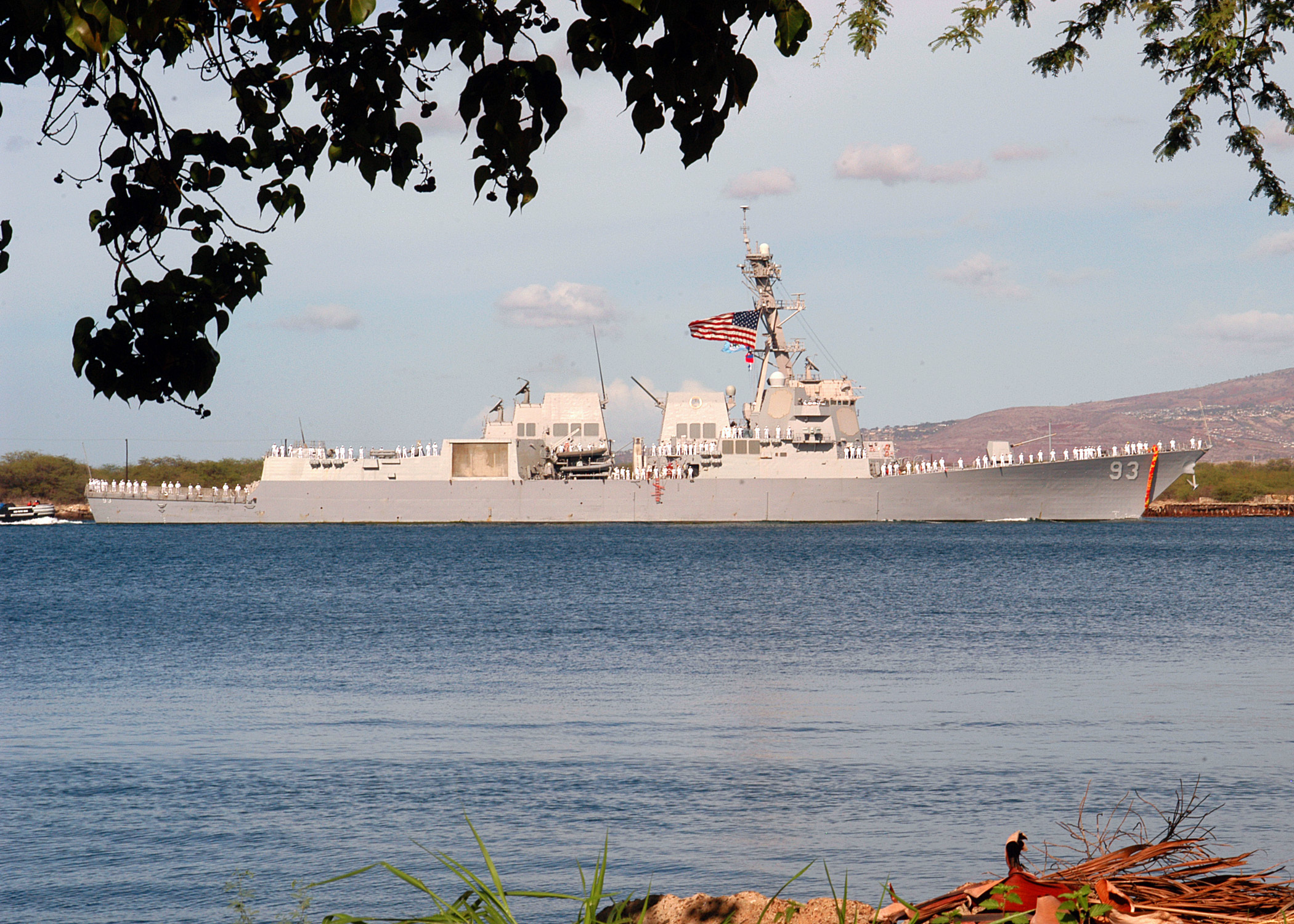
Ansicht der Steuerbordseite 2007. Der seitliche Decksaufbau vor dem Hubschrauberhangar und hinter den Beibooten kann Ausrüstung aufnehmen.

USS Chung-Hoon war das dritte Schiff eines elf Einheiten der Arleigh-Burke-Klasse umfassenden Bauloses der Variante Flight IIA mit der Systemversion Baseline 7 des Aegis-Kampfsystems. Damit einher ging die Integration des Multifunktionsradars mit der JETDS-Bezeichnung AN/SPY-1D(V) mit seiner Optimierung für küstennahe Gefechtsführung.
Innerhalb dieses Bauloses ist nur bei den sechs Einheiten mit den Schiffskennungen DDG-91 bis DDG-96 auf der Steuerbordseite auf Höhe des achteren Schornsteinaufbaus ein zusätzlicher Decksaufbau mit einem seeseitigen Tor vorhanden. Dort ist bei drei Schiffen, nicht aber bei USS Chung-Hoon, ein Minenbekämpfungssystem untergebracht.
Die USS Chung-Hoon wird seit Oktober 2023 über 24 Monate hinweg mit Werftliegezeiten bei National Steel and Shipbuilding Company in San Diego im Rahmen des zwanzig Schiffe der Arleigh-Burke-Klasse umfassenden Programms „DDG MOD 2.0“ modernisiert. Das Schiff erhält das System zur Elektronischen Kampfführung mit der Projektbezeichnung Surface Electronic Warfare Improvement Program (SEWIP) Block III und der JETDS-Bezeichnung AN/SLQ-32(V)7. Jenes System nutzt Active Electronically Scanned Arrays (AESA) als Emitter und Empfänger. Teil des Programms „DDG MOD 2.0“ ist auch der Ersatz der vorhandenen passiv phasengesteuerten Primärradare (PESA-Radar) gegen neue aktive AESA-Radare in Galliumnitrid-Halbleitertechnik mit der Bezeichnung AN/SPY-6(V)4, sowie das Upgrade des Aegis-Kampfsystems auf die Systemversion Baseline 10.